# Rouceux
Rouceux est une ancienne commune du département des Vosges en région Grand Est. Elle est fusionnée à celle de Neufchâteau depuis 1965.

## Toponymie
Anciennes mentions : Rosseul (avant 1197), De Rossolio (1215), Rousuel ante Novum Castrum (1262), De Rossellio (1269), Rosseul (1270), Roussuil (1297), Receu (1301), Roussul (1315), Rosuel (1333), Rousseul (1338), Rouceul (1341), Rousseulz et Roussuelz (1402), Russul devant le Neuf Chastel (1412), Rouceulz et Rouceulx (1444), Rouseul (1452), De Ronceyo ante Novum Castrum et De Roncesseyo ante Novum Castrum (1455), Ronsseut (avant 1466), Rouceu (1486), Rouceulz (1530), Receue (1538), Roceu (1546), Roceul (1557), Receu (1583), Rouceux (1625), Ronceoil et Ronceuil (1656), Rousseux (1691), Corceul (xviie siècle).

## Histoire
Rouceux dépendait du duché de Lorraine dans le bailliage de Vôge puis dans celui de Neufchâteau ; sur le plan religieux, ce village dépendait du doyenné de Neufchâteau dans le diocèse de Toul.
Le 1er janvier 1965, la commune de Rouceux est rattachée à celle de Neufchâteau sous le régime de la fusion simple.

## Administration
| Période                                  | Période | Identité       | Étiquette | Qualité |
| ---------------------------------------- | ------- | -------------- | --------- | ------- |
| 1945                                     | 1965    | Pierre Demange |           |         |
| Les données manquantes sont à compléter. |         |                |           |         |

## Démographie
| 1793 | 1800 | 1806 | 1821 | 1831 | 1836 | 1841 | 1846 | 1856 |
| ---- | ---- | ---- | ---- | ---- | ---- | ---- | ---- | ---- |
| 837  | 784  | 859  | 848  | 737  | 841  | 861  | 930  | 919  |

| 1861 | 1866 | 1876  | 1881  | 1886  | 1891  | 1896  | 1901  | 1906  |
| ---- | ---- | ----- | ----- | ----- | ----- | ----- | ----- | ----- |
| 965  | 969  | 2 256 | 2 940 | 3 700 | 2 588 | 2 544 | 1 756 | 2 512 |

| 1911  | 1921  | 1926  | 1931  | 1936  | 1946  | 1954  | 1962  | - |
| ----- | ----- | ----- | ----- | ----- | ----- | ----- | ----- | - |
| 1 831 | 1 902 | 1 530 | 1 699 | 1 691 | 2 195 | 1 967 | 2 277 | - |

## Lieux et monuments
- Église Saint-Martin[5]
- Aérodrome de Neufchâteau-Rouceux

## Personnalités liées
- Nicolas François de Neufchâteau (1750-1828), homme politique, poète et agronome (a habité Rouceux entre 1752 et 1758) ;
- Nicolas Garcin (1834-1915), général de division (né et mort à Rouceux) ;
- Daniel Prévot (1940-2016),  mathématicien, spéléologue et lichénologue (né à Rouceux).